# 9th Wonders!
9th Wonders! es un metaficción del comic-book de la serie de drama de la NBC Héroes. En el programa, la publicación esta ilustrada y presuntamente publicada por Isaac Méndez. El material gráfico de Méndez es proporcionado por el ilustrador de cómic popular Tim Sale.

## Historia
Las historias publicadas en 9th Wonders! tienen una directa relación con las visiones precognitivas de Isaac Méndez. Cuando el japonés Hiro Nakamura llega a la ciudad de Nueva York teletrasportándose desde Tokio, cinco semanas en el futuro, usando sus poderes para manipular el tiempo, se encuentra sorprendido y gritando en Times Square por su misterioso viaje en el tiempo, al recorrer las calles de Nueva York encuentra una revista comic book en venta sobre un kiosco de periódicos local con su llegada reciente como imagen sobre la portada. Hiro descubre las imágenes de la publicación representan su vida diaria en semanas pasadas.
También aparece en el primer capítulo (Génesis) en el cual Micah se encuentra leyéndola, mientras espera a Niki Sanders, su madre. Se ha visto a Micah leyéndola numerosas veces, llegando incluso a serle útil para convertir a Mónica en heroína.
El mismo nombre se le da al cómic oficial de la serie, que contiene datos sobre personas con poderes y mayormente (casi todos a partir del 45) sobre la vida de los miembros de la Compañía